# Valverde (Lombardei)
Valverde ist eine Fraktion der italienischen Gemeinde (comune) Colli Verdi in der Provinz Pavia, Region Lombardei. 

## Geographie
Valverde liegt etwa 36 Kilometer südsüdöstlich von Pavia in der südwestlichen Lombardei im Oltrepò Pavese.

## Geschichte
Valverde war bis 2018 eine eigenständige Gemeinde mit zuletzt 314 Einwohnern (Stand: 31. Dezember 2017) und schloss sich am 1. Januar 2019 mit den Gemeinden Canevino und Ruino zur neuen Gemeinde Colli Verde zusammen. Die ehemalige Streugemeinde bestand aus den Fraktionen Bozzola, Calghera, Casa Andrini, Casa d'Agosto, Casa Porri, Casa Zanellino, Mandasco, Moglio und dem Gemeindesitz Mombelli. Sie gehörte zur Comunità Montana Oltrepò Pavese. 